# Préfet hors cadre

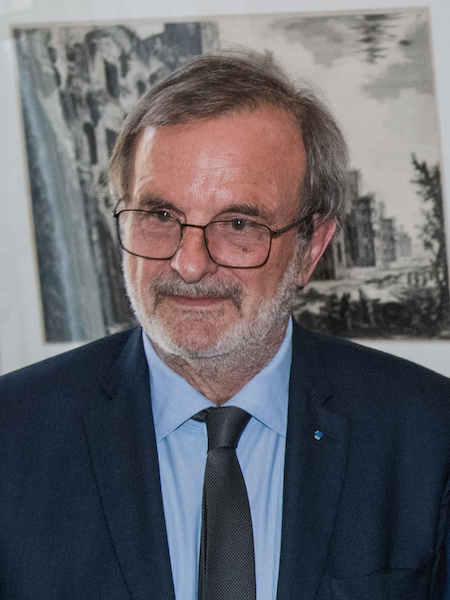
Jean-François Carenco, avant d'être ministre délégué, a été plusieurs fois préfet hors-cadre.

Un préfet hors cadre (ou préfet en mission de service public pour le gouvernement) est un préfet qui ne dispose pas d'une affectation territoriale. Il est affecté à une mission autre que celle de la direction d'une préfecture. En 2013, sur les 250 préfets gérés par le ministère de l'Intérieur, 75 sont hors cadre, et 6 de ces hors cadre sont sans mission.

## Histoire
Les préfets hors cadre voient leur création entérinée juridiquement par le décret no 64-805 du 29 juillet 1964. Il dispose à son article 10 que « dans la limite du nombre des emplois inscrits à cet effet au budget du ministère de l’intérieur, les préfets peuvent être placés dans la position hors cadre pour accomplir les missions qui leur sont confiées auprès des pouvoirs publics ». Le décret ne prévoit pas de limite à leur nombre. Les missions sont décidées par le gouvernement. Ces préfets ne disposent pas d'une affectation en préfecture ni de logement par nécessité absolue de service (logement gratuit) ni de véhicule de service avec chauffeur.
Le mode de nomination des préfets hors cadre évolue avec le décret du 26 décembre 1982. Ces préfets ne peuvent couvrir que 5% de l'effectif budgétaire du corps des préfets. 
Plusieurs réformes ont eu lieu depuis pour encadrer ces préfets hors cadre. Leur poids dans le budget du corps des préfets a été élevé à 6% par le décret du 23 janvier 1988 ; un décret du 6 mars 1996 a supprimé cette proportion et instauré un nombre fixe d'emplois, limité à cinq postes, dont trois réservés à des sous-préfets et des administrateurs civils âgés d'au moins soixante ans. 
Le décret du 22 novembre 2003 a prévu que pouvaient être nommés hors cadre les sous-préfets et les administrateurs civils ayant été détachés dans le corps des sous-préfets, pour y exercer des fonctions territoriales pendant trois ans au moins. Trois de ces postes sont réservés à des sous-préfets et des administrateurs civils âgés d'au moins soixante ans, dans la limite de sept postes.
Le contingent de postes a été supprimé par le décret du 21 juillet 2006. Le décret du 16 février 2009 a instauré une durée maximale de fonctions de trois ans pouvant être prolongée de deux ans. 
Le décret du 29 septembre 2011 a porté à dix au plus le nombre de postes ouverts aux préfets en mission de service public relevant du gouvernement et en a réservé trois aux sous-préfets ou administrateurs civils. Les sous-préfets et administrateurs civils doivent cependant remplir certaines conditions : outre trois années de poste territorial en qualité de sous-préfet, l'intéressé doit justifier de vingt-cinq années de services publics. 
Le ministre de l'Intérieur Bernard Cazeneuve signe le décret du 15 mai 2015, qui modifie le statut des préfets pour supprimer la position hors cadre et les remplacer par le statut de préfet en mission de service public pour le gouvernement,. Selon le gouvernement, ces nominations « permettent notamment à des sous-préfets en fin de carrière et ayant une expérience étoffée de l'administration territoriale d'être promus sur des postes de préfets en charge de missions d'expertise en rapport avec leurs parcours et l'administration territoriale ».

## Critiques
La Cour des comptes remarque en 2013 que 30% du corps préfectoral est en position hors cadre. Or, si cela n'est pas préjudiciable en soi étant donné les missions de service public confiées aux préfets, il apparaît à la Cour que certaines missions sont confiées « plus comme une conséquence de la nécessité de gérer un corps – en l’occurrence, de trouver une occupation pour un préfet – que comme la meilleure réponse à un besoin du service public ».
La Cour note cependant que sur les 75 préfets hors cadre en 2013, seulement 6 (7,6%) sont sans mission au moment de l'étude. Elle souligne également que les préfets hors cadre peuvent jouer des rôles importants en dehors des missions proprement dites ; le Secrétaire général du ministère de l'Intérieur était en 2013 un préfet hors cadre.

## Nombre
Le nombre de préfets n'est plus limité juridiquement depuis 2006. Des postes de préfets sans affectation territoriale peuvent donc être créés sans limitation.
Le nombre de préfets hors cadre était de 44 en 1987. En 1999, sur les 228 membres du corps préfectoral, 116 étaient préfet hors cadre.
Le nombre de préfets hors cadre était de 69 en 2005. En 2013, sur les 250 préfets gérés par le ministère de l'Intérieur, 75 sont hors cadre, et 6 sont sans mission au moment de l'étude de la Cour des comptes.
En 2015, il y a 127 préfets territoriaux, et 128 préfets hors cadre. Sur ces 128, 53 sont détachés sur des missions liées au ministère de l'Intérieur et à la Défense. Les 75 préfets hors cadre restant remplissent diverses missions de service public : un tiers « travaillent pour une autre structure ou établissement public qui prendra en charge leur salaire et qui coûteront donc rien en principe aux comptes de l’État » ; la cinquantaine des préfets hors cadre restant sont affectés à diverses missions. Le coût de tout cela s’élèverait à 26 millions d'euros.
En date du 6 février 2019, neuf préfets remplissent une mission de service public relevant du gouvernement.